# Chauá
O chauá (nome científico: Amazona rhodocorytha), também chamada acamatanga, acamutanga, acumatanga, camatanga, camutanga, cumatanga, jauá, chauã ou chuã, é uma espécie brasileira de papagaio que está ameaçada de extinção.

## Etimologia
A origem da palavra chauá é desconhecida, mas Antenor Nascentes propôs que seja tupi. Como tal, é sinônimo de chauã e jauá (primeira ocorrência em 1911). Sua primeira ocorrência conhecida é de 1867. Acamatanga (e suas variantes) deriva, segundo Nascentes, do tupi a'kã, no sentido de "cabeça", e mu'tãga (por pi'tãga), no sentido de "vermelho". O Dicionário Histórico das Palavras Portuguesas de Origem Tupi (DHPT) propõe que deriva de akanga no sentido de "cabeça" e pï'tanga no sentido de "avermelhado, pardo". Sua primeira ocorrência conhecida é de 1958.

## Descrição
A chauá possui uma coroa em um vermelho vivo que se esvai em marrom arroxeado na parte de trás da cabeça. As bochechas e o pescoço são azuis e a plumagem das asas e do corpo são verdes com manchas escuras na parte de trás do pescoço. Manchas pretas e vermelhas podem ser vistas nas asas quando estão abertas e as penas da cauda têm marcas vermelhas e são amareladas. O bico e as pernas são cinza e a íris do olho é marrom-alaranjada.

## Distribuição e habitat
A chauá é endêmico das florestas tropicais no leste do Brasil. Ele costumava ser encontrado em toda a região, mas agora está restrito a alguns dos maiores blocos de floresta remanescentes. A maior delas está no estado do Espírito Santo, a ave também está presente em três áreas florestais no sudeste da Bahia e cinco nos estados do Rio de Janeiro e Minas Gerais. Outra localização fica no norte do estado de São Paulo e outra em São Miguel dos Campos, no leste do estado de Alagoas. O resto deste estado parece ser um habitat adequado, mas não foi observado sua presença lá recentemente.

## Comportamento
A chauá se alimenta em pequenos grupos de frutas, bagas, sementes e botões que encontra no dossel da floresta tropical. A reprodução ocorre entre setembro e novembro. Um par de chauás mantém um território e o ninho geralmente é feito em uma cavidade de uma árvore, o mesmo local sendo usado ano após ano. Em cativeiro, uma ninhada de quatro ovos geralmente é colocada, a incubação leva 24 dias e os filhotes nascem 34 dias após a eclosão.

## Conservação
O Chauá costumava ser abundante em seu habitat de floresta tropical, mas seus números vem diminuído significativamente. Cerca de 2 300 indivíduos foram contados no Espírito Santo durante uma pesquisa realizada entre 2004 e 2006 e permanece comum em algumas partes do estado, em Ilha Grande, no Rio de Janeiro, no município de Sooretama (ES) e nas proximidades de Linhares. A principal ameaça enfrentada por este papagaio é a degradação do habitat com menos de dez por cento da cobertura florestal original restante no Espírito Santo. A maior parte da terra foi limpa por madeireiras e convertida em pastagens e plantações. Outra ameaça é a coleção ilegal de jovens aves para o comércio internacional de animais de estimação. Este pássaro está presente em várias reservas de vida selvagem, mas não está efetivamente protegido contra a caça furtiva. Por todas estas razões, a União Internacional para a Conservação da Natureza (UICN / IUCN), o avaliou na sua Lista Vermelha de Espécies Ameaçadas de Extinção, como "espécie em perigo". Em 2005, foi classificada como criticamente em perigo na Lista de Espécies da Fauna Ameaçadas do Espírito Santo; em 2010, como em perigo na Lista de Espécies Ameaçadas de Extinção da Fauna do Estado de Minas Gerais; em 2014, como vulnerável na Portaria MMA N.º 444 de 17 de dezembro de 2014; em 2017, como em perigo na Lista Oficial das Espécies da Fauna Ameaçadas de Extinção do Estado da Bahia; e em 2018, como vulnerável no Livro Vermelho da Fauna Brasileira Ameaçada de Extinção do Instituto Chico Mendes de Conservação da Biodiversidade (ICMBio) e na Lista das Espécies da Fauna Ameaçadas de Extinção no Estado do Rio de Janeiro. Foi citada, mas então removida, do Livro Vermelho da Fauna Ameaçada de Extinção no Estado de São Paulo, pois não há registro seguro da espécie no estado e é provável, conforme consta na justificação de remoção, que tenha sido um equívoco em relação a avistamentos na divisa com o Rio de Janeiro.